# Fiordo di Skowl
Il fiordo di Skowl (Skowl Arm) si trova nell'Arcipelago di Alessandro Arcipelago Alexander) nell'Alaska sud-orientale (Stati Uniti d'America)  all'interno dell'isola Principe di Galles (Prince of Wales Island).

## Etimologia
Il nome del braccio di mare venne dato in riferimento al capo Skowl la cui ricchezza, enorme statura e obesità lo hanno reso famoso.

## Geografia
Il fiordo si trova all'interno dell'isola Principe di Galles (Prince of Wales Island) e più o meno a metà isola (da nord a sud) e tramite la baia di Kasaan (Kasaan Bay) si immette nello stretto di Clarence (Clarence Strait). Il fiordo, verso sud, è diviso in due bracci di mare più interni: Polk Inlet più a ovest e McKenzie Inlet più a est. Il fiordo inoltre si trova all'interno del Tongass National Forest.

### Isole del fiordo
Nel fiordo sono presenti le seguenti principali isole:
- Isola di Skowl (Skowl Island)[5] 55°25′21″N 132°16′07″W - L'isola, con una elevazione di 42 metri, si trova all'entrata sud del fiordo.
- Isola di West Sentinel (West Sentinel Island)[6] 55°23′33″N 132°22′35″W - L'isola si trova nel braccio di mare Polk Inlet
- Isola di East Sentinel (East Sentinel Island)[7] 55°23′34″N 132°22′20″W - L'isola si trova nel braccio di mare Polk Inlet
- Isola di Peacock (Peacock Island)[8] 55°20′08″N 132°21′32″W - L'isola si trova alla fine sud del braccio di mare Polk Inlet

### Insenature e altre masse d'acqua
Nel fiordo sono presenti le seguenti principali insenature:
- Baia di Smith (Smith Cove)[9] 55°26′20″N 132°21′04″W - La baia si trova all'entrata nord del fiordo.
- Laguna di Smith (Smith Lagoon)[10] 55°27′17″N 132°21′07″W - La laguna si trova all'entrata nord del fiordo e si immette nella baia di Smith (Smith Cove).
- Fiordo di Polk (Polk Inlet)[11] 55°23′44″N 132°29′44″W -  Il fiordo, lungo circa 17 chilometri, si trova alla fine del fiordo Skowl.
- Baia di Goose (Goose Bay)[12] 55°23′15″N 132°28′48″W - La baia, ampia 800 metri, si trova all'entrata del fiordo Polk (Polk Inlet).
- Baia di Little Goose (Little Goose Bay)[13] 55°24′40″N 132°27′33″W - La baia si trova all'entrata del fiordo Polk (Polk Inlet).
- Baia di Paul (Paul Bight)[14] 55°24′30″N 132°23′43″W - La baia si trova all'entrata del fiordo McKenzie (McKenzie Inlet).
- Fiordo di McKenzie (McKenzie Inlet)[15] 55°21′48″N 132°21′57″W -  Il fiordo, lungo circa 9 chilometri, si trova a metà del fiordo Skowl.
- Baia di Saltery (Saltery Cove)[16] 55°24′31″N 132°19′45″W - La baia si trova all'entrata sud del fiordo Skowl.

### Promontori del fiordo
Nel fiordo sono presenti i seguenti promontori:
- Promontorio di Kasaan (Kasaan Point)[17] 55°14′57″N 132°13′58″W - Il promontorio, con una elevazione di 27 metri, si trova all'entrata nord del fiordo Skowl.
- Promontorio di Thumb (Thumb Point)[18] 55°23′30″N 132°22′00″W - Il promontorio si trova nel fiordo di McKenzie (McKenzie Inlet).
- Promontorio di Khayyam (Khayyam Point)[19] 55°24′35″N 132°20′54″W - Il promontorio, con una elevazione di 52 metri, si trova all'entrata orientale fiordo di McKenzie (McKenzie Inlet).
- Promontorio di Skowl (Skowl Point)[20] 55°24′35″N 132°20′54″W - Il promontorio, con una elevazione di 52 metri, si trova sull'isola di Skowl (Skowl Island) all'entrata sud del fiordo Skowl.

### Fiumi immissari del fiordo
Nel fiordo si immettono i seguenti fiumi (le coordinate si riferiscono alla foce):
- Fiume Monument (Monument Creek)[21] 55°26′12″N 132°23′40″W - Il fiume, lungo circa 2,3 chilometri, sfocia nella parte nord del fiordo.
- Fiume Old Franks (Old Franks Creek)[22] 55°25′33″N 132°28′12″W - Il fiume, lungo circa 3,3 chilometri, nasce dal lago Mary (Mary Lake) e sfocia di fronte all'entrata del fiordo Polk (Polk Inlet).
- Fiume Cabin (Cabin Creek)[23] 55°25′18″N 132°28′46″W - Il fiume, lungo circa 8,8 chilometri, sfocia di fronte all'entrata del fiordo Polk (Polk Inlet).
- Fiume Dog Salmon (Dog Salmon Creek)[24] 55°20′52″N 132°30′14″W - Il fiume, lungo circa 7,5 chilometri, nasce dal monte Beaver (Beaver Mountain), e sfocia a metà del fiordo Polk (Polk Inlet).
- Fiume Rock (Rock Creek)[25] 55°18′53″N 132°28′03″W - Il fiume, lungo circa 7,5 chilometri, nasce dai monti Rock Butte (Rock Butte), Barren (Barren Mountain) e dal lago Rock (Rock Lake) e sfocia alla fine sud del fiordo Polk (Polk Inlet).
- Fiume Polk (Polk Creek)[26] 55°19′01″N 132°27′39″W - Il fiume, lungo pochi chilometri, si immette nel fiordo Polk (Polk Inlet).
- Fiume Old Tom (Old Tom Creek)[27] 55°23′50″N 132°24′15″W - Il fiume, lungo circa 5 chilometri, sfocia nella baia di Paul (Paul Bight).
- Fiume Omar (Omar Creek)[28] 55°19′31″N 132°21′22″W - Il fiume, lungo pochi chilometri, nasce nei monti Barren (Barren Mountain), e sfocia nel fiordo di McKenzie (McKenzie Inlet).